# 200-årsmannen
200-årsmannen är en dramafilm från 1999 med Robin Williams i huvudrollen. Filmen bygger löst på en kortroman av Isaac Asimov. Den handlar om en robot vid namn Andrew och hans strävan att bli en vanlig människa.

## Handling
Filmen följer androiden Andrew, spelad av Robin Williams, som blir inköpt som en hushållsrobot till familjen Martin. Det tar inte lång tid innan familjen märker att Andrew inte är en vanlig android. Han börjar visa tecken på både känslor och riktig intelligens. Andrew beslutar sig för att försöka bli så mänsklig han bara kan. Något som inte uppskattas av alla.

## Om filmen
Filmen blev nominerad till en Oscar för bästa smink och en Blockbuster Entertainment Award.

## Rollista
- Robin Williams - Andrew
- Embeth Davidtz - Amanda Martin/Portia Charney
- Sam Neill - Richard Martin
- Oliver Platt - Rupert Burns
- Kiersten Warren - Galatea